# Clyde River, Nova Scotia
Clyde River är en ort i Kanada.   Den ligger i provinsen Nova Scotia, i den sydöstra delen av landet, 800 km öster om huvudstaden Ottawa. Clyde River ligger 4 meter över havet och antalet invånare är 1 836.
Terrängen runt Clyde River är platt. Trakten är glest befolkad. Närmaste större samhälle är Shelburne, 19,2 km nordost om Clyde River. 
I omgivningarna runt Clyde River växer i huvudsak blandskog.